# مذهب در مراکش
مذهب اصلی در مراکش اسلام است که دین رسمی است، اما آزادی  عقیده مذهبی همیشه برای همه تضمین نشده است. به‌طور رسمی ۹۹ درصد از جمعیت مسلمان هستند و تقریباً همه‌ی آن‌ها سنی هستند. نظرسنجی‌ها نشان داده‌اند حداقل ۸۰ تا ۹۵ درصد جمعیت آن حداقل تا حدودی مذهبی هستند. دومین دین بزرگ در این کشور مسیحیت است، اما بیشتر مسیحیان این کشور خارجی هستند. جامعه‌ای از بهائیت نیز در این کشور وجود دارد. تنها کسری از یهودیان سابق در کشور باقی‌مانده‌اند و بسیاری از آن‌ها به اسرائیل مهاجرت کرده‌اند.
مذهب در مراکش (est. 2021)

## اسلام

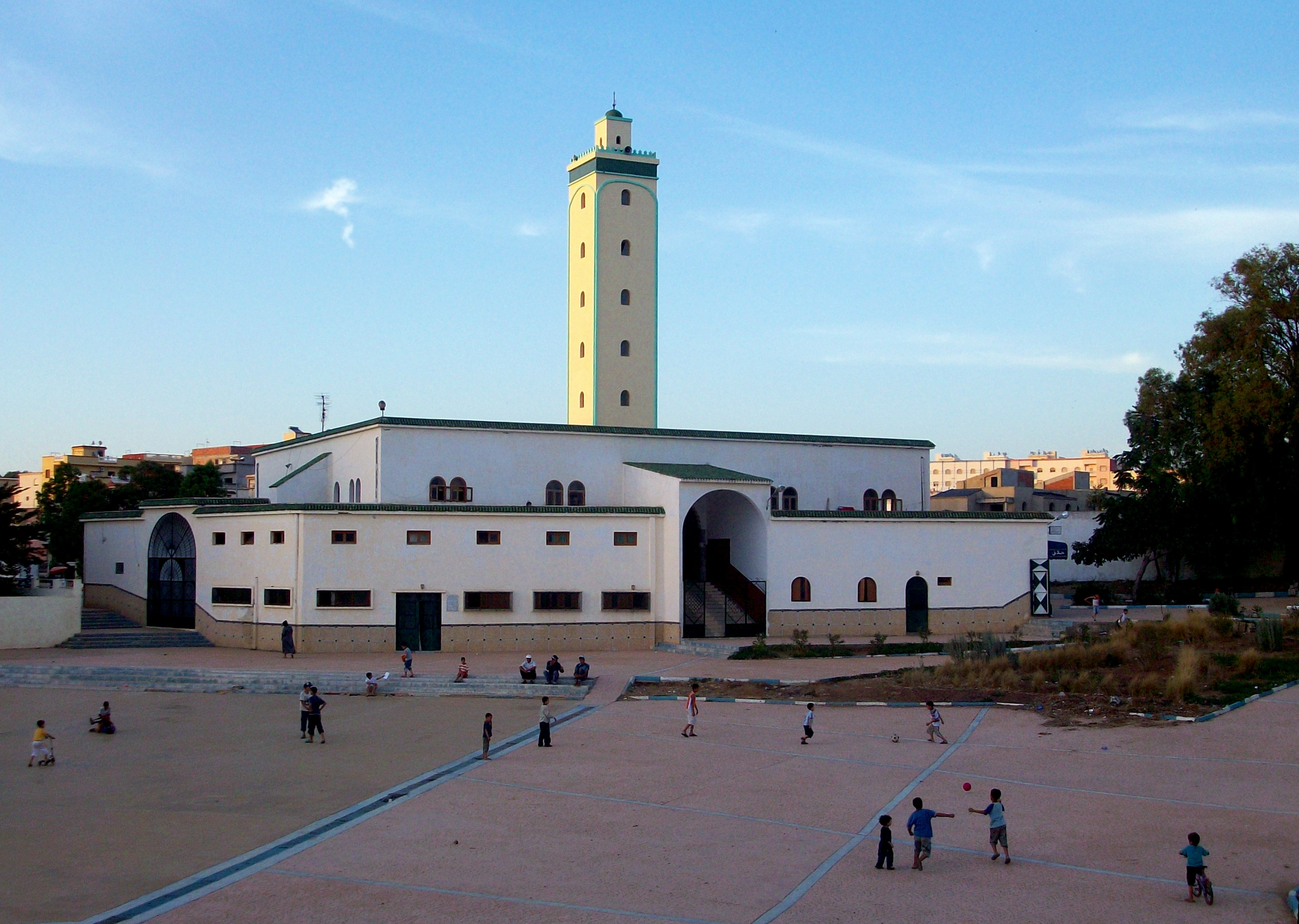
مسجدی در لاراچ

مطابق با اطلاعات‌نامه جهان که توسط آژانس اطلاعات مرکزی آمریکا نگهداری می‌شود، ۹۹ درصد از مردم مراکش مسلمان هستند.
اسلام در سال ۶۸۰ پس از میلاد به مراکش رسید، که توسط سلسله عرب بنی امیه دمشق به این سرزمین رسید. اولین سلسله اسلامی که بر مراکش حاکم بود، ادریسیدها، که از مکتب زیدیه شیعه بودند. ماده ۶ قانون اساسی مراکش تصریح می‌کند که اسلام دین رسمی دولت است. پادشاه مراکش ادعای حقانیت خود را به عنوان نوادگان پیامبر اسلام محمد را دارد.
شاخه اهل سنت مالکی اسلام شاخه اسلامی مسلط در کشور است، در حالی که یک اقلیت متعلق به مسلمانان غیر فرقه ای، ظاهری‌ها یا شاخه شیعه نیز در کشور زندگی می‌کنند. روابط بین اهل سنت و شیعه در سالهای اخیر پیچیده‌است، و این در حالی است که مراکش درمورد مواد و سازمانهایی که از ایران شیعه و گروه حزب‌الله سرچشمه گرفته‌اند، به شدت بد بین است.

مسجد حسن دوم در کازابلانکا بزرگترین مراکش است.

حزب عدالت و توسعه یک حزب اسلامی است.

## مسیحیت

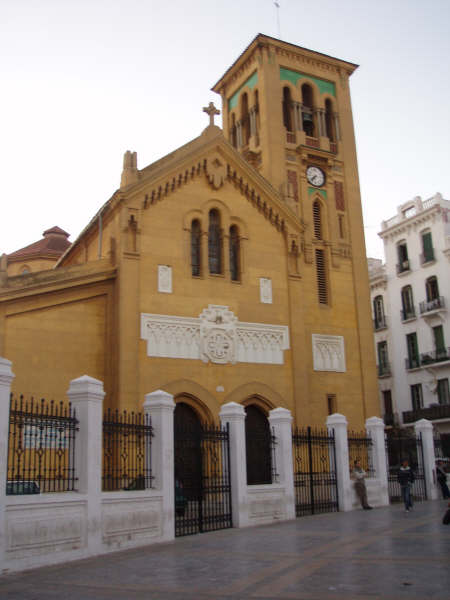
کلیسای مسیحی کاتولیک رومی در تتویان، پایتخت سابق پروتستان اسپانیا مراکش.

مراکش اولین تجربه و برخورد خود را با دین مسیحیت در دوران امپراتوری روم باستان تجربه کرد. پس از گسترش مسیحیت، بسیاری از مذاهب پیش از مسیحیت در این منطقه بودند از میان رفتند. با ورود اسلام، نیز به شدت از جمعیت مسیحیان کشور کاسته شد.
با توجه به آغاز استعمار اسپانیا و فرانسه در قرن نوزدهم، کاتولیسم روم در مراکش مجدد رشد کرد، گرچه عمدتاً مستعمرات اروپایی بودند. تعداد کمی از مراکشی با منشأ این دو کشور در مراکش باقی مانده‌اند. به انگلیسی‌ها، که عمدتاً متعلق به پروتستان انگلیکن پروتستان بودند، به آنها اجازه ساخت کلیساهای ایمانی خود، مانند کلیسای سنت اندرو، تانگیه نیز داده شد.
آفریقایی‌های زیر صحرایی، عمدتاً کاتولیک از مستعمرات سابق فرانسه، در سال‌های اخیر به مراکش مهاجرت کرده‌اند. تغییر دین مسلمانان مراکش به مسیحیت، عمدتاً توسط پروتستان‌های آمریکایی در جنوب دور افتاده و کوهستانی این کشور، با وجود خطر عواقب قانونی صورت گرفته‌است. براساس کتاب CIA World Factbook، مسیحیان در حال حاضر ۱٪ (۳۸۰٬۰۰۰ نفر) از جمعیت مراکش هستند.
در تاریخ ۲۷ مارس ۲۰۱۰، مجله مراکشی TelQuel اظهار داشت که هزاران مراکشی به مسیحیت گرویده‌اند. با اشاره به عدم وجود اطلاعات رسمی، Service de presse Common Ground، منابع نامشخصی را نقل می‌کند که اظهار داشتند حدود ۵۰۰۰ مراکشی بین سالهای ۲۰۰۵ تا ۲۰۱۰ مسیحی شدند. طبق برآوردهای مختلف، حدود ۲۵۰۰۰ تا ۴۵۰۰۰ مسیحی مراکشی از بربر یا تبار عرب وجود دارد که از اسلام تغییر دین داده‌اند. منابع دیگر تعداد کمی بیشتر از ۱۰۰۰ را ارائه می‌دهند. یک برنامه محبوب مسیحی توسط برادر راچید باعث شده‌است که بسیاری از مسلمانان پیشین در شمال آفریقا و خاورمیانه به مسیحیت روی آورند.

## یهودیت

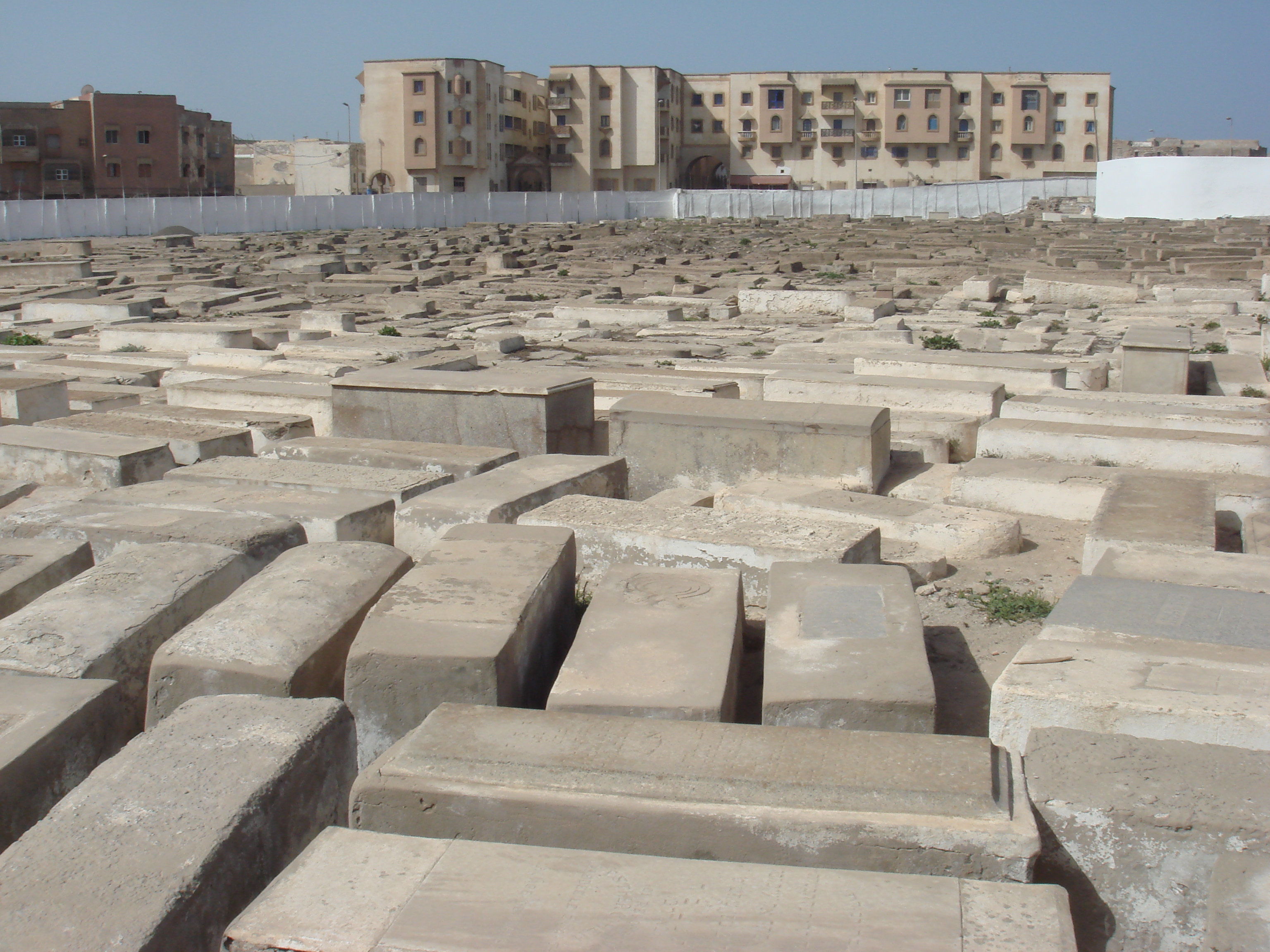
یک گورستان یهودی در شهر Essaouira.

مراکش پس از تخریب معبد دوم توسط امپراتوری روم، مقصدی برای قوم یهود تبدیل شد. موج دوم یهودیان سفاردی به دنبال فرمان الهامرا (سال ۱۴۹۲) که همه را از اسپانیا اخراج کرد شده بودند، وارد این سرزمین شدند. یهودیان، و همچنین مسیحیان، در این سرزمین از استقلال مذهبی مشابه ای بر خوردار بودند.
پس از ایجاد کشور یهودی اسرائیل در سال ۱۹۴۸، جمعیت یهودیان مراکش به دلیل مهاجرت به میزان قابل توجهی کاهش یافت. یهودیان مراکشی همچنین به کشورهای دیگر مانند فرانسه و کبک کانادا مهاجرت کردند. در مجموع ۴۸۶٬۰۰۰ اسرائیلی با تبعیت از مراکش هستند، در حالی که کتاب جهانی تخمین می‌زند که در سال ۲۰۱۰ تنها حدود ۶۰۰۰ یهودی در مراکش باقی مانده بودند. اکثر آنها سالخورده هستند و بیشترین جمعیت در کازابلانکا و مابقی آنها به‌صورت اندک در سراسر کشور پراکنده‌اند.

## آیین بهائی
آیین بهائی که در قرن نوزدهم سرچشمه گرفته‌است، به عنوان آغاز ماموریت‌های خود در مراکش در سال ۱۹۴۶ ثبت شده‌است، در حالی که این کشور هنوز تحت استعمار بود. جنگ صلیبی با ده سال برای گسترش اعتقاد و تأسیس مجامع و مدارس در مراکش آغاز شد. در اوایل دهه ۱۹۶۰، اندکی پس از استقلال، دستگیری‌های گسترده‌ای از بهائیان صورت گرفت و احکام اعدام به برجسته‌ترین منافقان داده شد و موجب خشم بین‌المللی شد. اکثر تخمین‌ها جمعیت بهائی در مراکش مدرن را بین ۱۵۰ تا ۵۰۰ نفر شمرده‌است.

## بی‌دینی در مراکش
حتی اگر جامعه مراکش بسیار مذهبی باقی بدانیم، افراد غیر مذهبی در سالهای اخیر به‌طور قابل توجهی در حال افزایش هستند. در حقیقت، حدود ۷٪ از مردم مراکش غیر مذهبی به حساب می‌آیند که ۳۲۰ هزار نفر اظهار بی‌دینی می‌کنند، و این تعداد می‌تواند بیشتر باشد زیرا مراکش‌های غیر مذهبی معمولاً برای جلوگیری از مشکلات خانوادگی و اجتماعی علاقه ای به بیان این موضوع ندارند.

## آزادی دین
دولت نقش مؤثری در تعیین و اجرای سیاست‌های مذهبی برای مسلمانان دارد و بی‌احترامی به اسلام در ملاء عام می‌تواند مجازات‌هایی را به شکل جریمه و حبس در پی داشته باشد.
اسلام سنی و یهودیت تنها مذاهب هستند که توسط قانون اساسی مراکش به عنوان دین بومی کشور شناخته شده‌است و سایر مذاهب را «خارجی» می‌دانند. در حالی که بیگانگان به‌طور کلی می‌توانند دین خود را با امنیت کامل حفظ کنند، البته شهروندانی که «ادیان غیررسمی» دارند، با موانع دولت و فشارهای اجتماعی نیز روبرو هستند. به ویژه، مسلمانان شیعه و اعضای دین بهائی، یا برخی از گروه‌های مسیحی، با تبعیض روبرو هستند.